# Joseph Mary Plunkett

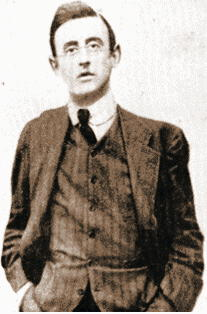

Joseph Mary Plunkett (Dublin, 21 november 1887 – Kilmainham Gaol, 4 mei 1916) was een Ierse dichter en patriot. Hij was een leider van de paasopstand in Dublin, 1916. Om zijn rol in de paasopstand werd hij veroordeeld en geëxecuteerd door de Britten in Kilmainham Gaol in Dublin. Een dag voor zijn executie trouwde hij, in Kilmainham Gaol, met zijn geliefde Grace Gifford, die enkele jaren later zelf in Kilmainham Gaol terechtkwam.
- Biblioteca Nacional de España: XX1402023
- Bibliothèque nationale de France: cb16778024k (data)
- Gemeinsame Normdatei: 124996469
- International Standard Name Identifier: 0000 0000 8372 256X
- Library of Congress Control Number: n79089355
- Nationale bibliotheek van Australië: 35778283
- Nederlandse Thesaurus van Auteursnamen: 227264428
- SNAC: w6ng7p1x
- Système universitaire de documentation: 086857827
- Trove: 1082951
- Virtual International Authority File: 35403804
- WorldCat: E39PBJf4fTPfmbvPtgjtF9mKh3